# Giacomo Caputo
Pour les articles homonymes, voir Caputo.
Giacomo Caputo (Agrigente, 18 septembre 1901 - Florence, 8 septembre 1992) est un archéologue italien.

## Biographie
Giacomo Caputo poursuit ses études à Palerme et obtient un doctorat ès lettres. Professeur de langues classiques au lycée de Palerme (1926-1927), il explore archéologiquement le territoire de Palma di Montechiaro et devient en 1928 boursier à l'École archéologique italienne d'Athènes.
En 1930, il découvre un village de l'âge du Bronze à Lemnos qu'il nomme Poliochni. Inspecteur des antiquités à Syracuse (1933) sous les ordres de Paolo Orsi, il travaille en 1933-1934 comme surintendant des antiquités en Libye et débute avec Biagio Pace et Sergio Sergi les premières véritables fouilles du Fezzan.
Fondateur du chantier permanent de Ptolémaïs (1936), il garde pendant la Seconde Guerre mondiale sa responsabilité des Antiquités de Libye où il retourne de 1945 à 1951.
On lui doit la restauration du théâtre de Leptis Magna et celle de l'arc de Marc Aurèle à Tripoli (Libye) ainsi que la réédification de la première colonnade de la basilique sévérienne de Leptis. Il restaure aussi le mausolée judiciaire de Cyrène, le mausolée hellénistique, la basilique chrétienne de Ptolémaïs, le Césaréum et termine celle du théâtre antique de Sabratha.
Surintendant des Antiquités d'Étrurie (1951-1958), il est le premier à étudier la période orientalisante de la rive droite de l'Arno, débute les fouilles de Rusellae et rouvre celles du Crocefisso del Tufo à Orvieto.
Secrétaire général de l'Institut national des études étrusques et italiennes (1958-1966), il est le fondateur des Quaderni di Archeologia della Libia et des Monografie di Archeologia della Libia. Il est élu en 1963 membre de l'Accademia Nazionale dei Lincei.

## Travaux
- Laboratori e cantieri archeologici, in Libia IV, 1940
- Architettura del teatro di Leptis Magna, in Dionisio XIII, 1950, p. 164-170
- Le sculture dello scavo a sud del foro di Sabratha, in Quaderni di Archeologia della Libia I, 1950, p. 7-28
- La Montagnola, l'orientalizzante e le tholoi dell'Arno, in Bolletino d'arte XLVII, 1962, p. 111-162
- Leptis Magna, avec R. Bianchi-Bandinelli et Vergaro-Cafarelli, 1964
- Il teatro augusteo di Leptis Magna. Scavo e restauro (1947-1951), in Monografie di Archeologia Libica, 1987